# Way Too Long
Way Too Long è un singolo del disc jockey britannico Nathan Dawe, della cantante britannica Anne-Marie e del rapper britannico MoStack, pubblicato il 9 aprile 2021 come secondo estratto dal secondo album in studio di Anne-Marie Therapy.